# José Luis Greco
José Luis Greco (Nueva York, 1953) es un compositor de música clásica afincado en España desde 1994. Su estilo se encuadra dentro de la música contemporánea, aunque ha realizado obras inspiradas en el jazz y rock. En su juventud realizó algunas actuaciones como bailarín.

## Obra
Ha compuesto obras sinfónicas que han sido interpretadas por la Orquesta y Coro Nacional de España, Orquesta de Radio Televisión Española, Orquesta Sinfónica Nacional Checa, Orquesta Filarmónica de Gran Canaria, Real Orquesta Sinfónica de Sevilla, Orquesta Sinfónica de Euskadi y Orquesta Sinfónica de Madrid entre otras.

### Orquestales
- Curvas peligrosas (2004). Concierto para violonchelo y orquesta.
- Dog-Eat-Dog. Para orquesta de cámara.
- Forbidden tonic. (2001) para orquesta.
- Ardor. Concierto para violín y orquesta.

### Orquestación
- Orquestación y transcripción del Segundo Concierto para Sitar y Orquesta Raga-Mala de Ravi Shankar, que fue interpretado por la Orquesta Filarmónica de Nueva York bajo la dirección de Zubin Mehta.

### Discografía
- Jardines de la Noche octavo volumen de la colección Compositores españoles y latinoamericanos de música actual.
- Obras de José Luis Greco interpretadas por la Orquesta Filarmónica De Gran Canaria dirigida por Adrian Leaper. Incluye Ardor, concierto para violín interpretado por Mariana Todorova.
- Disco de la colección America Classics del sello Naxos que incluye las piezas Geografías del Silencio, In Passing, Swallow y Off with its Head! interpretados por la Orquesta Sinfónica Nacional Checa.

## Reconocimientos
- Es miembro de la Real Academia Hispano Americana de Ciencia, Artes y Letras de Cádiz, España.[4]